# Кета Лават
Енрикета Маргарита Лават Байона (на испански: Enriqueta Margarita Lavat Bayona), по-известна като Кета Лават (на испански: Queta Lavat), е мексиканска актриса. Сред най-забележителните филми с нейно участие са Ако ме види Дон Порфирио (1950), Човекът без лице (1950), Непълнолетни (1951), Два вида грижа (1953), Завръщане в младостта (1954), Не заповядвай, учителю (1969), Желанието през есента (1972).
Освен в киното тя също участва в теленовели, сред които Стъпка в бездната (1958), Кръстопът (1970), Ние, жените (1981), Диво сърце (1993), Натрапницата (2001), Клас 406 (2002), Непокорните (2004), Хамелеони (2011), Госпожица XV (2012), Толкова богати бедняци (2013), Необуздано сърце (2013) и Да лъжеш, за да живееш (2013).

## Ранен живот
Кета Лават е родена на 23 февруари 1929 г. в град Мексико. Тя има шестима братя, сред които известните актьори Хорхе Лават и Хосе Лават. Първоначално семейството на Кета живее в Колония Рома в мексиканската столица, като по-късна се премества в Колония Сан Рафаел. Когато е момиче, нейната братовчедка Мария Елена Маркес я насърчава да учи танци, като по-късно печели конкурс за таланти.

## Кариера
Лават има много добри спомени с Хорхе Негрете, с когото съвместно са участвали пет филма – Два вида грижи, Петел в чужд кокошарник, Път за Сакраменто, Такъв, за който и Трябва да изям тази риба тон. Лават казва: „За мен беше прекрасно да работя с тези звезди, Педро и Хорхе. Г-н Негрете, когото наричах дон Хорхе, ме покани на кафе и сладък хляб, като се забавлявахме с непринудени разговори. Харесах го много. Единственият ми порок беше винаги да плета и плетях в свободното си време, така че Негрете ми каза: „Ти си моят малък паяк, защото никога не съм виждал жена на твоята възраст да плете, това е навик на бабите“.
Работила е и с други известни актьори като Педро Инфанте и Ирма Дорантес, с която продължават да са близки приятелки. Тримата се появяват заедно във филми като Два вида грижи и Непълнолетни.
Кариерата на Кета Лават се състои от над 160 игрални филма и повече от 38 теленовели.
На 23 февруари 2009 г. актрисата отпразнува своя 80-ти рожден ден, заобиколена от всички свои близки: братя, деца, внуци, снахи, зет, приятели от детството и от артистичните среди, включително актрисите Лус Мария Агилар и Ирма Дорантес. Актрисата е преизпълнена от радост, споделяйки: „Възхитена съм от живота, подготвих това парти с много любов, защото не е толкова лесно да си на 80 години и толкова щастлив, толкова възхитен, пълен с любов и заобиколен от любими хора. Аз съм с децата си, щастлива, братята ми, внуците ми, снахите ми и всичките ми приятели“.
През 2013 г. играе очарователната роля на Доня Мати в теленовелата Толкова богати бедняци.
Относно кариерата и бъдещето си актрисата е категорична: „Единственото, което не искам в никакъв случай, е да се пенсионирам, докато Господ ми дава ясно съзнание, ще продължа да работя, дори да съм в инвалидна количка“.

## Личен живот
Благодарение на кариерата си в киното, Лават се запознава с асистента на оператора на Алекс Филипс, Армандо Карийо Руис, по време на снимките на филм с името Перлата в Акапулко, в когото се влюбва и за когото се омъжва. Двамата имат четири деца.

## Филмография

### Телевизия
- Помощ! Влюбвам се (2021) – Каридад
- Тази история ми звучи (2019)
- Узурпаторката (2019) – Пиедад Мехия вдовица де Бернал
- Среща на сляпо (2019) – Ромина
- Хотелът на тайните (2016) – Нена Лимантур
- Квартална любов (2015) – Селма Арагон
- Да лъжеш, за да живееш (2013) – Мерседес
- Необуздано сърце (2013) – Лукресия
- Толкова богати бедняци (2013) – Доня Матилде Алварес вдовица де Руиспаласиос
- Госпожица XV (2012) – Доня Мария
- Както се казва (2011) – Гуадалупе Леон
- Силата на съдбата (2011) – Съдия
- Хамелеони (2009-2010) – Грасиела
- Море от любов (2009-2010) – Алфонсина Сапата
- Розата на Гуадалупе (2008; 2011)
- В името на любовта (2008) – Майка игуменка
- Непокорните (2004-2006) – Гуделия
- Сърца на ръба (2004) – Гуделия
- Булчински воал (2003) – Сокоро
- Клас 406 (2002-2003) – Доня Кукита Домингес
- Осмели се да ме забравиш (2001) – Фидела
- Натрапницата (2001) – Росалия Брачо вдовица де Лимантур
- Приятели завинаги (2000) – Майка игуменка
- Три жени (1999-2000) – Сусана
- Росалинда (1999) – Директорката на затвора
- Алондра (1995) – Консепсион Уртадо
- Диво сърце (1993) – Майка игуменка
- Аз купувам тази жена (1990)
- Бели ангели (1990) – Брихита
- Бедната госпожица Лимантур (1987)
- Прокълнато наследство (1986-1987) – Естела
- Живей влюбена (1982) – Майката на Адриана
- Леона Викарио (1982)
- Ние, жените (1981) – Аида
- Странни пътища на любовта (1981) – Хасинта
- Рина (1977) – Марта
- Моята първа любов (1973)
- Сградата отсреща (1972)
- Кръстопът (1970) – Кристина
- Страдание от миналото (1967)
- Световъртеж (1966)
- Дълга любов (1965)
- Стъпка в бездната (1958)